# Microconsole

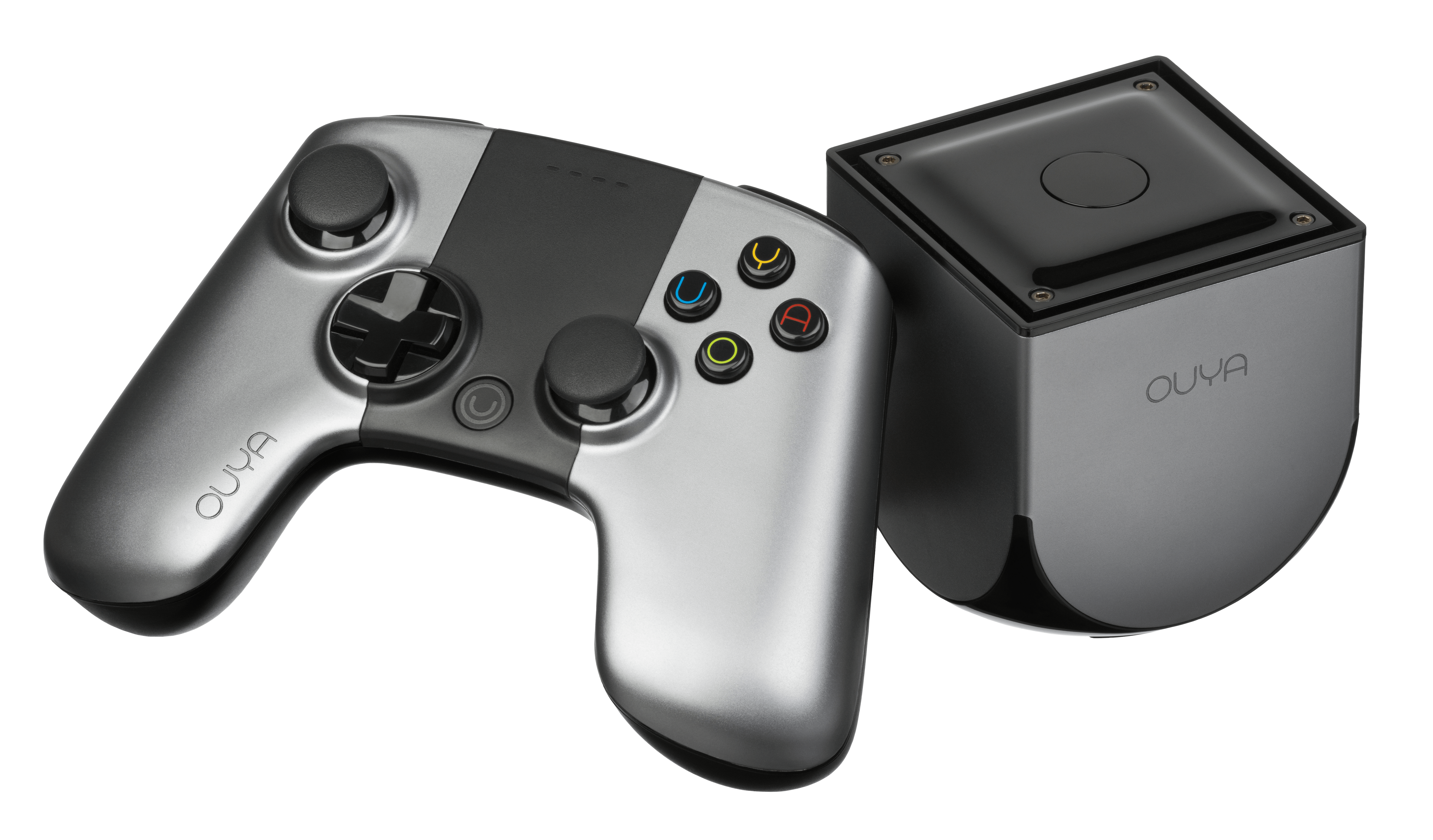
Microconsole Ouya.

Microconsole é um tipo de console de jogos eletrônicos de baixo custo projetados para se conectar a televisões e jogar jogos eletrônicos baixados de uma loja de jogos e aplicativos, como o serviço Google Play. Em sua maioria são dispositivos que utilizam o sistema operacional Android.

## Origens
No final de 2010, a empresa startup de jogos na nuvem OnLive lançou o MicroConsole TV, um adaptador de televisão com controle sem fio que conecta o serviço de streaming de jogos da empresa. Como um console barato que oferece jogos de qualidade em hardware com bom desempenho, que poderiam eliminar o ciclo regular de atualizações de hardware do usuário. Transformando a empresa em um dos primeiros líderes no campo de microconsoles.
Em meio a uma "nova guerra da TV" na indústria de eletrônicos domésticos, um console de vídeo-jogo simples e barato, projetado para televisões chamado Ouya, foi anunciado para financiamento coletivo em julho de 2012. O Ouya foi um sucesso repentino, pois arrecadou 8,5 milhões de dolares. O interesse significativo em console de baixo custo com sistema Android seguiu o sucesso de Ouya,  estimulado pelo crescimento da indústria de jogos para dispositivos móveis .  A indústria começou a se referir aos consoles resultantes como consoles alternativos, ou microconsoles. 
Em janeiro 2013, a Polygon promoveu um best-in-show no Consumer Electronics Show sobre os consoles com Android, citando dispositivos: MOGA Pro, Green Throttle Games Atlas controller, Nvidia Shield, Valve's Steam Machine (um console não Android).. Após o sucesso de Ouya, outros dispositivos similares foram anunciados como concorrentes diretos, incluindo o GameStick no início de 2013 GamePop em maio de 2013 e o MOJO em junho de 2013. Os anúncios da GamePop e da MOJO no início do verão se referiam aos dispositivos como "microconsoles". 
O PlayStation TV (conhecido na Ásia como PlayStation Vita TV) é um microconsole anunciado em setembro de 2013 em uma apresentação da Sony Computer Entertainment Japan, inicialmente lançado no Japão em novembro de 2013.

## Consoles
| NOME                   | LANÇAMENTO | DESENVOLVEDOR                              |
| ---------------------- | ---------- | ------------------------------------------ |
| iQue Player            | 2003       | iQue                                       |
| OnLive                 | Q4 2010    | OnLive                                     |
| Co-Star                | 2012       | Vizio                                      |
| FX (Series)            | 2013       | 酷优乐                                     |
| Pandora TV Box         | 2013       | L.C. Smart                                 |
| G-cluster              | Q2 2013    | G-cluster Global / Broadmedia              |
| Ouya                   | Q2 2013    | Ouya Inc. (formerly Boxer8)                |
| flarePlay              | Q4 2013    | Flare Entertainment                        |
| GameStick              | Q4 2013    | PlayJam                                    |
| MOJO                   | Q4 2013    | Mad Catz                                   |
| PlayStation Vita       | Q4 2013    | Sony Interactive Entertainment / Sony      |
| Xtreamer Multi-Console | Q1 2014    | Unicorn Information Systems                |
| FunBox                 | Q1 2014    | ZTE / The9                                 |
| TE (Series)            | 2014       | TimeTop                                    |
| G (Series)             | 2014       | SUBOR / Movka Technology / UQI Electronics |
| Fire TV                | Q2 2014    | Amazon.com                                 |
| T2                     | Q2 2014    | TCL                                        |
| Tron                   | Vaporware  | Huawei                                     |
| AK (Series)            | 2014       | CUIGI Cool                                 |
| 运动王II               | 2014       | idong                                      |
| X8                     | Q3 2014    | MeLE                                       |
| Shadow Stick 3         | Q3 2014    | Baidu                                      |
| Soomax享动体感游戏机   | Q3 2014    | Soomax                                     |
| LexiBox TV             | Q3 2014    | Lexibook                                   |
| UT蛋蛋                 | Q3 2014    | UTStarcom / Hunan TV                       |
| X18                    | 2014       | DiyoMate Technology                        |
| TIMEBOX                | Q4 2014    | TIMEBOX                                    |
| Nexus Player           | Q4 2014    | Asus / Google                              |
| Fire TV Stick          | Q4 2014    | Amazon.com                                 |
| G-BOX                  | Q4 2014    | Geeya                                      |
| 1UP                    | Q4 2014    | Le Sheng Century                           |
| Mars Gamebox I         | Q4 2014    | GPD                                        |
| Mars Gamebox II        | ???        | GPD                                        |
| GI & GII               | 2014       | BigbirdVC                                  |
| 智盒                   | Q4 2014    | ZIVOO                                      |
| Warchief               | Q1 2015    | Xiaocong / Qihoo 360                       |
| Razer Forge TV         | Q2 2015    | Razer                                      |
| SHIELD Android TV      | Q2 2015    | Nvidia                                     |
| 魔棒                   | Q3 2015    | Viaplay                                    |
| OBox                   | Q3 2015    | Snail Games                                |
| Playdroid TV           | Q3 2015    | Lexibook                                   |
| 魔蛋娱乐主机           | Q3 2015    | MHTGAME                                    |
| Flare Play 2.0         | Q4 2015    | Flare Entertainment / PlayJam              |
| (4th Gen) Apple TV     | Q4 2015    | Apple Inc.                                 |
| miniStation            | Q4 2015    | Tencent                                    |
| 飞智游戏盒子           | 2015       | Flydigi                                    |
| 致酷游戏主机           | 2015       | Zigkko                                     |
| 沃豆小盒KL2020         | 2015       | China Unicom / Hunan TV                    |
| Eagle Box              | 2015       | Maxpo / SmartBB                            |
| ZRRO                   | Cancelled  | ZRRO                                       |
| GEM Box                | Q3 2016    | EMTEC / GameFly                            |
| Skyworth miniStation   | Q3 2016    | Skyworth / Tencent                         |
| Apple TV 4K            | Q3 2017    | Apple                                      |
| PhoenixOne             | Q3 2018    | 北京超卓科技                               |
| SouljaGame Fuze        | Q4 2018    | Cdragon                                    |
| Atari VCS              | Q3 2019    | Atari                                      |
| Nvidia Shield TV       | 2019       | Nvidia                                     |
| Nvidia Shield Pro      | 2019       | Nvidia                                     |
| Nvidia Shield 4K       | 2019       | Nvidia                                     |
| Stadia                 | 2020       | Google                                     |
| QEUS                   | Vaporware  | Snakebyte                                  |
| GamePop                | ???        | BlueStacks                                 |
| Z6C                    | Vaporware  | Zero Devices                               |

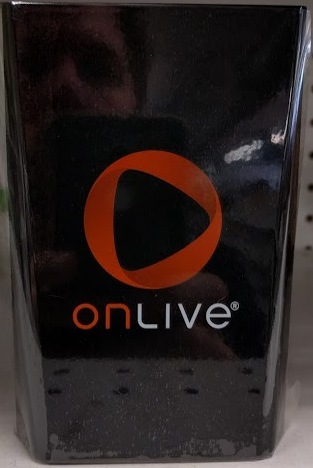
OnLive (2010)
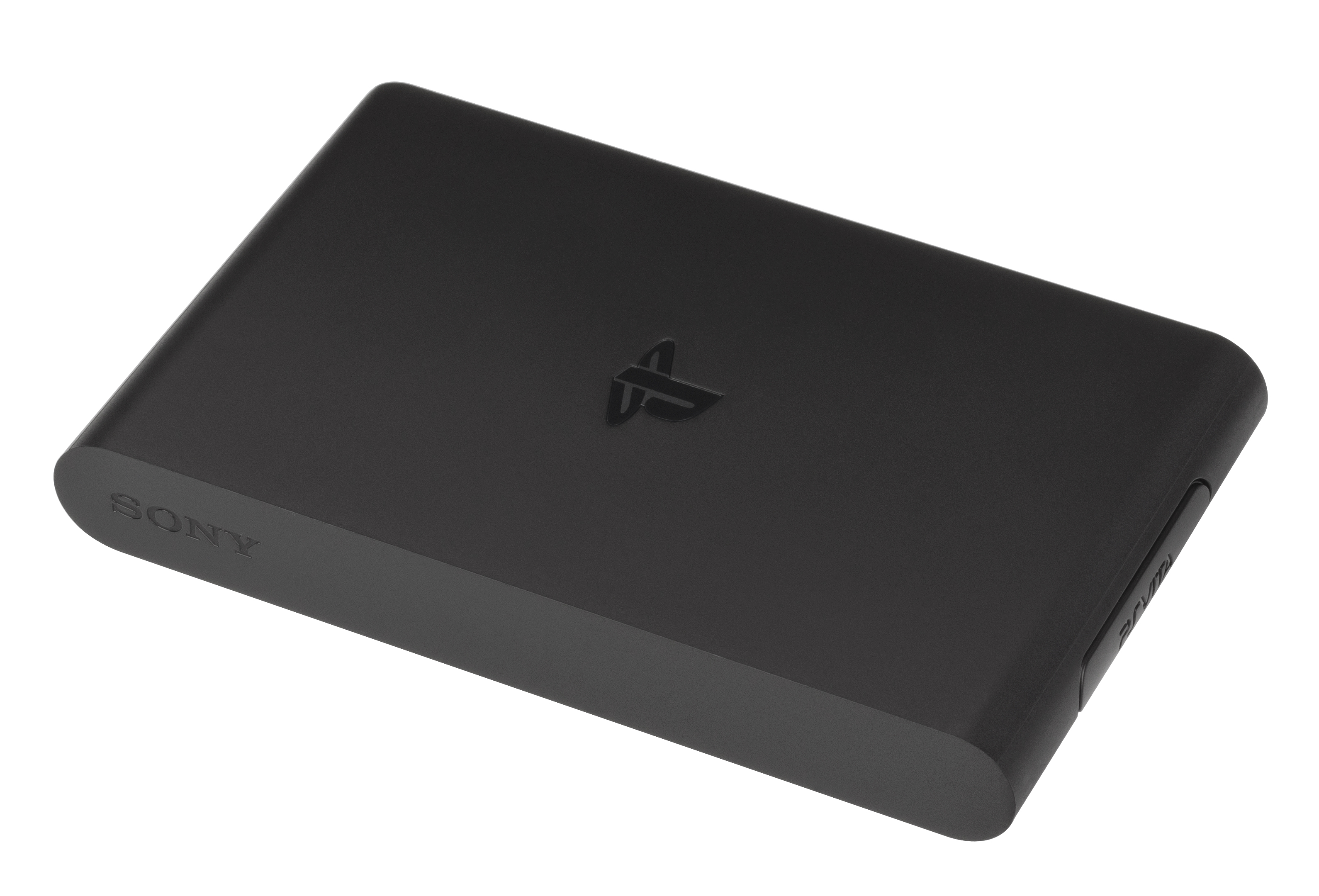
PlayStation Vita (2013)
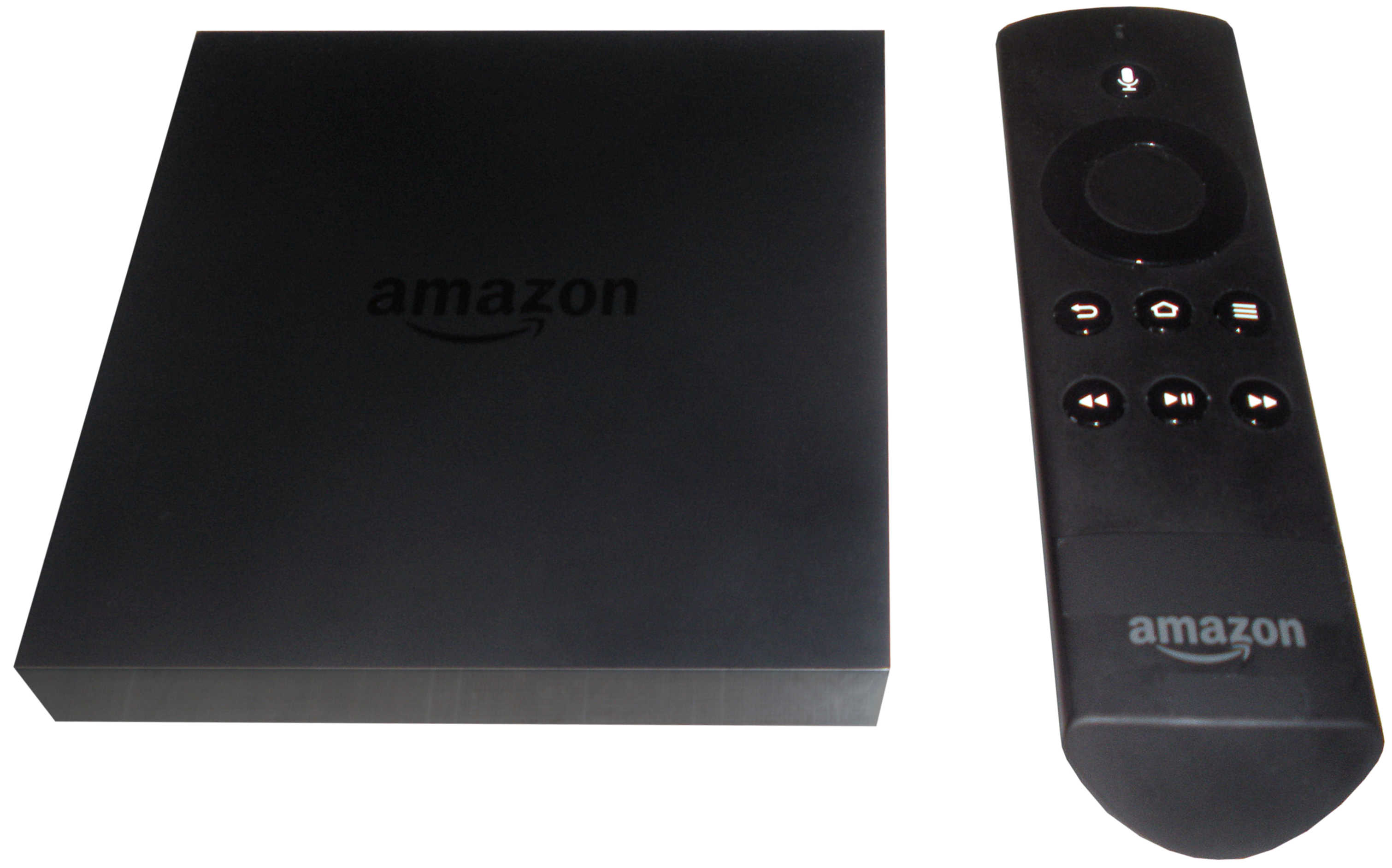
Fire TV (2014)
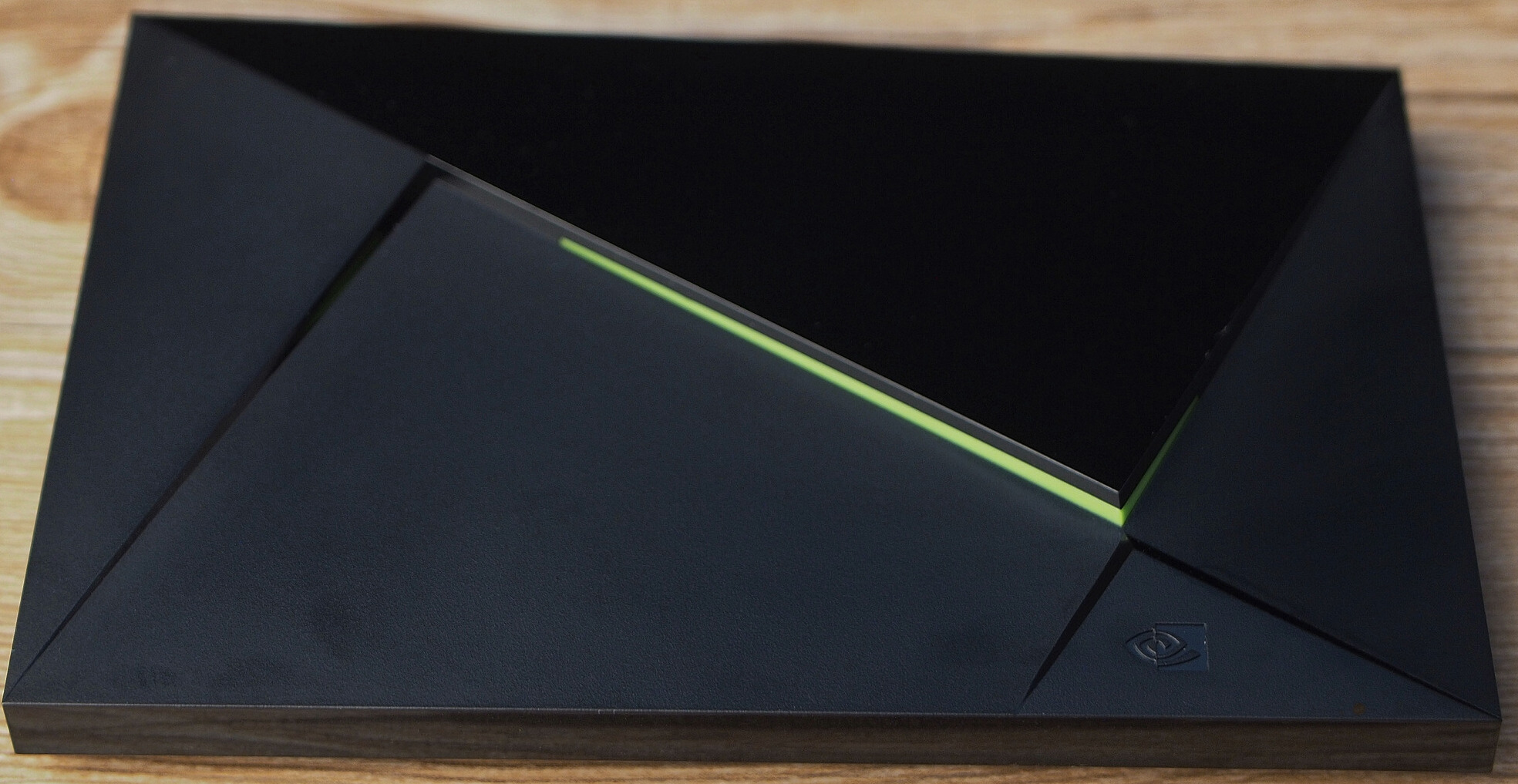
Nvidia Shield (2015)